# Best Friends (luta profissional)
Best Friends é um grupo de wrestling profissional, que originalmente surgiu como uma dupla composta por Chuck Taylor e Trent Beretta. O grupo está atualmente na All Elite Wrestling (AEW). Eles se uniram pela primeira vez na Pro Wrestling Guerilla (PWG), onde foram os vencedores do Torneio Dynamite Duumvirate Tag Team Title de 2014.
Desde o início da AEW em 2019, a dupla apareceu regularmente ao lado de Orange Cassidy. A partir de 2021, eles seriam acompanhados por Kris Statlander e por Wheeler Yuta, que deixaria o grupo em 2022, e seria substituído por Danhausen no final do ano. Aparições ocasionais foram feitas por Rocky Romero, que junto com Trent formam a dupla Roppongi Vice. O grupo também é a ramificação do grupo Chaos da NJPW dentro da AEW, já que as duas organizações têm uma relação de trabalho.

## História

### Pro Wrestling Guerilla (2013–2019)
Chuck Taylor e Trent se uniram pela primeira vez em 31 de agosto de 2013 na Pro Wrestling Guerrilla (PWG) no Battle of Los Angeles, ao lado de Joey Ryan, onde derrotaram a equipe de B-Boy, Tommaso Ciampa e Willie Mack. Seguiu-se uma série de vitórias, culminando em Taylor e Trent derrotando The Inner City Machine Guns para vencerem o Torneio Dynamite Duumvirate Tag Team Title de 2014 em 31 de janeiro. Posteriormente, eles perderam uma luta contra os The Young Bucks pelo PWG World Tag Team Championship no Mystery Vortex II em 28 de março de 2014.

### Ring of Honor (2017–2019)
Os Best Friends apareceram pela primeira vez na Ring of Honor (ROH) em 14 de maio de 2017, acompanhados pelo parceiro de Beretta da Roppongi Vice, Rocky Romero, em uma vitória sobre os Young Bucks e Adam Page do Bullet Club. Em 10 de outubro, Chuckie T e Beretta venceram uma luta contra o The Addiction para se tornarem os candidatos número um ao ROH World Tag Team Championship, mas eles foram derrotados pelos campeões The Motor City Machine Guns no Final Battle em 15 de dezembro de 2017.

### New Japan Pro-Wrestling (2017–2019)
Os Best Friends fizeram sua estreia na New Japan Pro-Wrestling (NJPW) no segundo dia da World Tag League 2017 em 19 de novembro, representando o grupo CHAOS. Eles obtiveram quatro vitórias e três derrotas no torneio, não conseguindo avançar para as finais. Eles também competiram na World Tag League 2018, marcando 14 pontos e, portanto, não conseguiram avançar para as finais. Durante o torneio, Chuckie exibiu uma atitude muito mais agressiva, atacando seus adversários com cadeiras de aço, o que muitas vezes causava a derrota por desclassificação da equipe e aumentava a tensão entre ele e Beretta.
No final das contas, esse enredo nunca mais se desenvolveu, já que ambos deixaram a NJPW e assinaram com a novata All Elite Wrestling no início de 2019. Em 7 de fevereiro de 2019, seus perfis foram removidos do site da NJPW.
Como resultado da parceria da NJPW com a All Elite Wrestling, Rocky Romero convidou todo o grupo dos Best Friends (agora composto por cinco membros) para fazer parte da CHAOS, que eles aceitaram.

### All Elite Wrestling (2019–presente)
Em 7 de fevereiro de 2019, os Best Friends apareceram em um comício da All Elite Wrestling (AEW) em Las Vegas e anunciaram que se juntariam à AEW. A dupla participou do AEW World Tag Team Title Tournament para coroar os campeões inaugurais, mas foram eliminados na primeira rodada. Durante esse tempo, eles também se tornaram amigos e adicionaram Orange Cassidy à equipe. Em 30 de outubro de 2019, em um episódio do Dynamite, os Best Friends e seu novo aliado Orange Cassidy se vestiram como Rick and Morty antes de vencerem uma luta de trios contra Alex Reynolds, John Silver e QT Marshall. No Bash at the Beach em 15 de janeiro de 2020, os Best Friends competiram em uma luta four-way para determinar os desafiantes número um ao AEW World Tag Team Championship, que foi vencida por "Hangman" Adam Page e Kenny Omega. No Buy-In do Double or Nothing, os Best Friends derrotaram Private Party (Isiah Kassidy e Marq Quen) em uma luta de desafiantes número um ao AEW World Tag Team Championship após um Strong Zero em Quen. Na edição de 10 de junho do Dynamite, os Best Friends e Orange Cassidy derrotaram os membros do The Inner Circle Jake Hager, Santana e Ortiz em uma luta de trios, após a qual foram atacados pelo resto do Inner Circle, com Orange Cassidy sofrendo a pior surra após Chris Jericho acertá-lo com um saco de laranjas. Os Best Friends buscaria vingança contra Chris Jericho e Sammy Guevara (Le Sex Gods) enquanto colocavam o posto de desafiantes #1 na edição de 17 de junho do Dynamite. Eles saíram vitoriosos depois que Guevara tropeçou na mão do cinegrafista, o que permitiu a Trent garantir a vitória para o time. O cinegrafista que estava ao lado do ringue era Orange Cassidy, que então atacou Jericho. Os Best Friends receberiam a sua chance pelo título de contra Kenny Omega e "Hangman" Adam Page na 1ª noite do Fyter Fest, o qual eles perderam.
No final de agosto, enquanto Cassidy retomava sua rivalidade com Chris Jericho, Trent e Chuck começaram a rivalizar com Santana e Ortiz depois que a van de Sue (mãe de Trent) foi destruída por Santana e Ortiz, levando a uma luta em um episódio do Dynamite.
Em abril de 2021, Trent tiraria um tempo para fazer uma cirurgia de fusão espinhal. Em sua ausência, o grupo recrutou Wheeler Yuta, colocando-o sob sua proteção como um jovem leão, e mais tarde, Danhausen inicialmente se tornou um associado antes de se tornar um membro oficial do grupo na edição de 22 de fevereiro de 2023 do AEW Dynamite por ostentar seu próprio agasalho. Trent voltou em dezembro e o atrito começou a se formar entre Trent e Yuta no início de 2022, com Trent antagonizando com Yuta nos bastidores. Ao mesmo tempo, Bryan Danielson, enquanto apresentava a ideia de um grupo com Jon Moxley, citou o  Yuta  como um membro em potencial. Em 16 de março de 2022, Yuta e Taylor perderam uma luta de duplas para Danielson e Moxley, agora liderados e administrados por William Regal, mas após a luta, Yuta voltaria ao ringue e ofereceria um aperto de mão a Regal. Em vez disso, Regal iria esbofeteá-lo, fazendo com que Yuta o confrontasse imediatamente depois, impressionando Regal. Nos episódios de 30 de março e 8 de abril e Dynamite e Rampage respectivamente, Yuta perderia para o recém-batizado Blackpool Combat Club em lutas cada vez mais competitivas, com a última luta com Moxley finalmente resultando em Regal oferecendo um aperto de mão a Yuta que estava ensanguentado, que ele aceitou, antes de pintar "BCC" em seu peito com seu sangue, significando sua saída dos Best Friends e da CHAOS e sua entrada para o Blackpool Combat Club.

## Títulos e prêmios
- All Elite Wrestling
  - AEW International Championship (1 vez, atual, inaugural) - Cassidy[22][23]
  - AEW All-Atlantic Championship (1 vez, final) - Cassidy[24]
  - Casino Tag Team Royale 2023 - Cassidy e Danhausen
  - Dynamite Award (1 vez)
    - Momento mais difícil para limpar depois (2021) - (Best Friends vs Santana and Ortiz) - Dynamite (16 de setembro)
- Pro Wrestling Guerrilla
  - Dynamite Duumvirate Tag Team Title Tournament (2014) - Trent e Taylor[25]
- Pro Wrestling Illustrated
  - Lutador mais popular do ano (2020) - Cassidy
- DDT Pro-Wrestling
  - Ironman Heavymetalweight Championship (1 vez) - Cassidy[26]
- Revolution Eastern Wrestling
  - REW 24/7 Championship (1 vez) - Cassidy[26]
  - Melhor Gimmick (2020) - Cassidy[27]
- Ring of Honor
  - ROH Pure Championship (1 vez) – Yuta